# Flender-Werke
Flender-Werft AG var ett tyskt varv, grundat 1917 i Lübeck. Det gick i konkurs 2002
Flender-Werke tillverkade under andra världskriget ubåtar för den tyska krigsmarinen. Efter kriget återupptogs verksamheten men enbart med civil produktion. Under 1950-talets högkonjunktur sysselsattes upp mot 4000 på varvet. Under 1970-talets varvskris minskade antalet anställda drastiskt. Nya framgångar kom när man började bygga containerfartyg och roro-fartyg. 
Under 1970-talet byggde varvet systerfartygen Tor Scandinavia och Tor Britannia för det svenska rederiet Tor Line. Även Tor Lines första fartyg, Tor Anglia, byggdes i Lübeck. 
2002 gick varvet i konkurs sedan byggandet av två snabbfärjor gett stora förluster. 